# Medieval II: Total War: Kingdoms
Medieval II: Total War: Kingdoms è l'espansione ufficiale di Medieval II: Total War, ed è stato sviluppato dalla Creative Assembly e distribuito dalla SEGA nel 2007 per Microsoft Windows, per poi uscire per Linux e Macintosh nel 2016 da parte della Feral Interactive. L'espansione include nuove meccaniche e quattro nuove campagne: la prima colonizzazione europea delle Americhe, la serie di guerre combattute nelle isole britanniche nel XIII secolo, il periodo della terza e della quarta crociata e le Crociate del Nord.

## Sinossi delle campagne

### Americas
La campagna americana parte nel 1519 con lo sbarco di Hernán Cortés nei pressi dell'impero azteco e comprende la conquista delle Americhe da parte della Spagna. Le fazioni giocabili sono gli Apache, l'impero azteco, i Chichimechi, i Maya, la Nuova Spagna, i Taraschi e i Tlaxcala, mentre quelle non giocabili sono l'Inghilterra e la Nuova Francia. Queste ultime due appaiono in seguito nel gioco, spinte dalle scoperte intraprese dagli spagnoli, e appaiono rispettivamente nelle Honduras e in Louisiana.
I coloni europei consistono in eserciti formati da unità piccole e costose ma anche abbastanza potenti, spesso accompagnate dai mercenari nativi. Le fazioni native sono invece deboli nell'armatura e nell'armamentario, ma il loro mantenimento estremamente ridotto consente loro di riunire enormi eserciti, spesso dall'alto morale.
Differenze e caratteristiche aggiuntive
- Gli Spagnoli non possono costruire castelli e devono perciò costruire tutte le strutture militari in città. Devono anche sbloccare l'albero genealogico ricevendo titoli onorifici dal re di Spagna, come Barone, Conte, eccetera, che comporteranno anche premi in migliaia di fiorini e nuovi livelli per gli edifici, a patto che completino missioni per conto del Re e ricevano abbastanza influenza.
- Gli Apache possono usufruire degli sciamani (ovvero i sacerdoti indigeni) per far partire un "sentiero di guerra", equivalente alle Jihad nella campagna principale.
- Una volta aver combattuto contro le fazioni coloniali come la Nuova Spagna, gli Apache e i Chichimechi possono usufruire delle loro tecnologie e costruire tepee fabbrica moschetti e addestratori di cavalli, sbloccando unità nuove e più avanzate come la cavalleria e i moschettieri.
- Tutte le popolazioni native, ad eccezione degli Apache, venerano il Dio Sole pur adottando in realtà pantheon diversi, e possono sacrificare le unità invece di congedarle, sacrificare la popolazione di un insediamento catturato piuttosto che distruggerlo, oppure sacrificare un esercito nemico prigioniero al posto di giustiziarlo normalmente. I sacrifici comuni all'interno degli insediamenti in possesso del giocatore sono in grado di incrementare la felicità della popolazione locale allo stesso modo delle corse circensi per le fazioni nel gioco base che possono usufruire degli ippodromi.
- Sono presenti due nuovi scenari:
  - Ultima lotta (1521): il giocatore controlla un esercito azteco e uno maya in una lotta cruenta contro un esercito spagnolo e uno tlaxcalano.
  - Imboscata maya (1522): il giocatore controlla due eserciti spagnoli alla difesa di un villaggio assalito da due eserciti maya, che ne hanno assalito la guarnigione.

### Britannia
La campagna britannica inizia nel 1258 ed è ispirata dalla serie di guerre per la conquista delle isole britanniche: la conquista inglese del Galles, l'invasione dell'Irlanda, la guerra scozzese-norvegese, la campagna inglese contro la Scozia e la seconda guerra dei baroni. Sono giocabili l'Inghilterra, l'Irlanda, la Norvegia, il Scozia e il Galles, mentre non è invece giocabile l'alleanza dei Baroni.
Differenze e caratteristiche aggiuntive
- Sono presenti dei fortini stabili in pietra dall'inizio della campagna in alcuni punti strategici, che non spariscono mai, si riparano automaticamente e conservano arroccate senza mantenimento alcune unità che vi entrano.
- In alcuni momenti storici emergeranno degli eroi (William Wallace, re Enrico III, Llywelyn ap Gruffudd, Brian Ua Neill e Re Haakon IV), delle figure con tratti unici che, seppur non possiedano le caratteristiche eroiche della campagna Crusaders, sono accompagnati da numerose armate e aumentano il loro morale nelle battaglie.
- Se la popolazione è scontenta del governo inglese, può formarsi una nuova fazione, l'Alleanza dei baroni, che può ingrandirsi a causa del tradimento di generali, familiari e agenti del trono inglese. L'Alleanza dei Baroni è tradizionalmente nemica degli inglesi leali al trono, e possiede ogni singolo punto forte o debole appartenente agli inglesi.
- Ogni volta che gli inglesi catturano un insediamento inizialmente appartenuto ai gallesi, vi saranno dei "partigiani" che tenteranno di riprenderselo, la cui potenza varia a seconda della grandezza dell'insediamento. Da notare come Caernaryon, la capitale gallese nel gioco, non aveva un castello fino al 1283, nonostante la campagna inizi nel 1258, 25 anni prima, e allora non era una grande città. La vera capitale del Galles in quel periodo, Abergwyngregyn, è invece assente nel gioco.
- La composizione religiosa della popolazione di una regione del gioco base è stata sostituita da quella etnica (inglesi, scozzesi, gallesi, irlandesi e norvegesi), e i sacerdoti sono assenti in questa campagna. Tra le altre cose correlate all'etnia come l'ordine pubblico, alcune unità possono essere addestrate soltanto se la cultura della fazione è abbastanza alta in un insediamento, rendendo più difficile l'espansione nelle terre conquistate.
- Ogni fazione ottiene un numero aggiuntivo di fiorini ad ogni turno, tramite il cosiddetto "Borsellino del Re". Se nel gioco originale tale pagamento era alto per alcune fazioni e basso per altre, questa caratteristica nell'espansione è dinamica, in quanto cambia ad ogni turno.
- Sono stati aggiunti tre nuovi scenari:
  - Assalto sulla spiaggia (1262): il giocatore comanda il Galles e deve respingere una forte armata di norvegesi.
  - Imboscata montana (1261): gli scozzesi, controllati dal giocatore, hanno il compito di sconfiggere gli inglesi sfruttando al meglio l'elemento sorpresa che hanno iniziato.
  - Alleanza degli altipiani (1359): gli irlandesi e gli scozzesi, uniti da una causa comune, devono sconfiggere gli inglesi e i loro vassalli gallesi.

### Crusades
La campagna crociata, incentrata tra gli scontri tra i crociati e musulmani in Terra santa, ha inizio nel 1174 con Nur al-Din al potere dell'impero selgiuchide e Salah al-Din al potere in Egitto. Sono giocabili il principato d'Antiochia, l'impero bizantino, l'Egitto, il regno di Gerusalemme e i Turchi, mentre non sono invece giocabili i Mongoli e Venezia.
Differenze e caratteristiche aggiuntive
- È possibile costruire durante la campagna dei fortini stabili in pietra che permangono anche se lasciati vuoti dall'armata, ma sono più costosi da mantenere rispetto alle loro controparti di legno.
- Sono presenti anche qui gli eroi con poteri unici che possono far pendere l'ago della bilancia a favore di chi li possiede durante le battaglie.
  - Manuele I Comneno (Impero bizantino): Politiche bizantine (causa discordia nel mezzo di un'unità nemica, rimuovendola essenzialmente dal gioco finché non ritorna alla normalità o viene attaccata, usabile solo una volta per battaglia)
  - Nur al-Din (Turchi): Luce della Fede (incrementa brevemente la velocità d'attacco e il morale delle truppe)
  - Salah al-Din (Egitto): Giustizia della Fede (porta brevemente al massimo il morale delle truppe non in rotta)
  - Riccardo Cuor di Leone (Regno di Gerusalemme): Cuor di Leone (raduna immediatamente a sé tutte le unità in rotta)
  - Filippo II (Principato di Antiochia): Fiore della cavalleria (incrementa brevemente l'attacco e la stamina delle truppe)
- Il Principato d'Antiochia e il Regno di Gerusalemme possono usare rispettivamente l'ordine dei Cavalieri Ospedalieri e quello dei Templari; ciò permette l'accesso a nuove unità, ognuna delle quali può accettare un solo esemplare nella campagna per volta.
- Per vincere non è necessario solo conquistare dei territori, ma anche mantenerne il controllo per un preciso numero di turni.
- Ognuna delle cinque fazioni presenta una regione speciale chiamata "Centro di Potere". La perdita di questa specifica regione rappresenta un duro colpo per la fazione, la quale, ad esempio, non potrà più reclutare una truppa specifica. In compenso, saranno spesso mandati dei rinforzi per tentarne la riconquista.
- Il gioco contiene anche numerosi eventi come la quarta crociata (l'arrivo di due grandi eserciti veneziani che si avvicinano a Costantinopoli), la ribellione dei Mamelucchi nel 1250 (la comparsa di un potente esercito mamelucco egiziano sotto Baybars), l'invasione mongola in Asia e l'arrivo di Osman I (la comparsa di un nuovo esercito turco composto da giannizzeri).
- Sono presenti due nuovi scenari:
  - Roccia dell'oasi (1306): il giocatore controlla i bizantini in una battaglia contro i Turchi, favoriti dalle alte temperature.
  - Guado di Antiochia (1311): un'alleanza tra Regno di Gerusalemme e Principato d'Antiochia, controllati entrambi dal giocatore, deve sconfiggere un'alleanza tra Sultanato d'Egitto e Turchi Selgiuchidi.

### Teutonic
La campagna teutonica parte nel 1250 ed è concentrata nel periodo delle crociate contro i pagani dell'est europeo (in questo caso i lituani) da parte dell'Ordine Teutonico, sotto di cui militano anche i cavalieri portaspada. Sono giocabili la Danimarca, il Sacro Romano Impero, la Lituania, il Principato di Novgorod, la Polonia e l'Ordine Teutonico, mentre non sono giocabili i Mongoli e la Norvegia.
Differenze e caratteristiche aggiuntive
- L'Ordine Teutonico è un ordine religioso cavalleresco, non uno Stato, e si differenzia dalle altre fazioni sotto alcuni aspetti: non ha albero genealogico (i cavalieri facevano voto di castità), ed è invece retto da un Hochmeister, al quale, alla sua morte, succederà il generale più abile tra i suoi ranghi. Inoltre sono assenti le principesse e alcune opzioni diplomatiche, e addestrare le unità più potenti (come i Cavalieri di Cristo, gli Halbbrüder e i Ritterbrüder) richiede un alto tasso di popolazione cattolica. I cavalieri possono costruire quasi esclusivamente castelli, e questo può causare gravi crisi finanziarie in quanto in essi non si può alzare la tassazione.
- Anche giocare con i Lituani offre un'esperienza di gioco diversa rispetto al normale: sono infatti di religione pagana, la loro tecnologia è arretrata (tanto che non possono migliorare i loro insediamenti a Città o Castelli) e possiedono molte unità religiose, che però scompariranno nel caso il giocatore decida di convertirsi al cristianesimo; scegliere questa religione offrirà però anche nuove opzioni di costruzioni, infrangendo anche i suddetti limiti tecnologici e riducendo le probabilità di diventare bersagli delle Crociate.
- I nobili crociati, guidati dalla fama e dalla gloria contro i pagani, possono ricevere l'assistenza dell'Ordine Teutonico in cambio di donazioni a esso concesse, la cui grandezza dipende dai successi dei nobili. Di riflesso, il giocatore lituano verrà ricompensato dal suo concilio dei nobili nel caso riesca a uccidere un crociato.
- La Danimarca può conquistare gli insediamenti di Kalmar, Göteborg, Visby, Uppsala e Åbo, tutti in penisola scandinava, per poi uccidere in qualsiasi modo il re norvegese. In questo modo, essa potrà formare una nuova fazione, l'Unione di Kalmar, si approprierà di tutti gli insediamenti e di tutte le armate norvegesi rimanenti, sbloccherà tre nuovi tipi di guerrieri e cambierà stendardo.
- Nelle prime fasi del gioco, si verrà avvertiti della formazione della Lega Anseatica, che nel gioco consiste negli insediamenti di Amburgo, Danzica, Visby, Riga e Novgorod. Controllare almeno parte questi insediamenti sbloccherà la costruzione dei Quartieri della Lega Anseatica, che concede notevoli introiti fiscali.
- Due nuovi scenari (entrambi 2v2) sono stati aggiunti:
  - Lago Peipus (1242): Il giocatore controlla due armate del principato di Novgorod contro un esercito danese e uno appartenente all'Ordine Teutonico.
  - Villaggio di Vilnius (1410): Il giocatore controlla un esercito lituano, affiancato da uno polacco, all'assalto di un villaggio fortemente protetto da due armate teutoniche.

## Accoglienza
| Testata                                  | Giudizio |
| ---------------------------------------- | -------- |
| Metacritic (media al 31-01-2020)         | 85/100   |
| Multiplayer.it                           | 9.2/10   |
| Eurogamer                                | 8/10     |
| Game Revolution                          | 9/10     |
| GameSpot                                 | 8/10     |
| GameSpy                                  | [ 6 ]    |
| Games for Windows: The Official Magazine | 8/10     |
| IGN                                      | 8.9/10   |
| PC Gamer                                 | 91%      |

L'espansione Kingdoms ha ricevuto un'accoglienza favorevole secondo le recensioni aggregate del sito Metacritic. La rivista Games for Windows: The Official Magazine lo ha votato 8 su 10.